# Natatolana californiensis
Natatolana californiensis là một loài chân đều trong họ Cirolanidae. Loài này được Schultz miêu tả khoa học năm 1966.